# Callitriche truncata subsp. occidentalis
Callitriche truncata subsp. occidentalis é uma subespécie de planta com flor pertencente à família Callitrichaceae. 
A autoridade científica da subespécie é (Rouy) Schotsman, tendo sido publicada em Lagascalia 14: 153. 1986.

## Portugal
Trata-se de uma subespécie presente no território português, nomeadamente em Portugal Continental.
Em termos de naturalidade é nativa da região atrás indicada.

## Protecção
Não se encontra protegida por legislação portuguesa ou da Comunidade Europeia.